# Colette Tournès
Pour les articles homonymes, voir Tournès.
 (novembre 2018).
Colette Tournès, née Marie-Colette Brissaud le 22 février 1935[Où ?], est une journaliste, scénariste et auteure française.

## Biographie
Après s'être formée en biologie et en psychologie, Colette Tournès est d'abord cadre de recherches aux laboratoires Roussel-Uclaf à Paris jusqu'en 1959. Après son mariage avec un fonctionnaire international, elle commence une carrière de journaliste pigiste, essentiellement dans la presse jeunesse pour ce qui deviendra le Groupe Bayard. De retour à Paris fin 1968, elle engage une formation de conseillère conjugale à l’Association Française des Centres de Consultation Conjugale (AFCCC), puis une spécialisation en toxicomanie et mène parallèlement ses deux métiers de journaliste et de psychologue.
Elle trouve sa place à Okapi. Pour répondre à la demande du rédacteur en chef d'origine, Denys Prache, elle écrit pendant une dizaine d'années pour les principaux illustrateurs du journal toute une série de scénarios de bandes dessinées dont Les Aventures des Barneidor, réalisées avec Philippe Kailhenn. En 1978, elle participe également à la nouvelle revue du groupe, Astrapi, où elle crée avec Jean-Louis Floch la série des Jacopo qui connaît quatre épisodes jusqu'à son départ de Bayard presse en 1985.
Devenue entretemps rédactrice en chef de la revue de l'AFCCC ainsi que de la documentation du centre d'accueil de toxicomanes DIDRO, elle passe à l'édition en 1985 chez Larousse et Hatier, où elle retrouve Denys Prache. Elle y est notamment directrice de collection et conduit l'élaboration de l'ouvrage collectif Terres du futur, une anthologie à destination des jeunes qui réunit des articles de vulgarisation par des chercheurs.
À partir de 2000, après s'être installée en Loire-Atlantique, elle participe à la création du Festival du livre en Bretagne de Guérande en 2003 dont elle administre le site pendant les trois premières années. Elle travaille également avec le groupe « Eau » d'Attac 44 à créer et assurer la diffusion de l'exposition L'eau c'est la vie. Elle anime pendant cinq ans le réseau « 44 sans frontières » puis en 2006 elle ouvre le blog de lecture et d'écriture Le Chat sous le chapeau. Elle écrit en 2009 Cap'tain Daoud, un roman d'aventures maritimes au XVIIIe siècle.
En 2015, inspirée par la ville de Nantes où elle habite désormais, elle publie un roman policier régional intitulé Le Jeu des 5 familles (qui paraît d'abord sur internet, puis par l'intermédiaire de la Société des écrivains). 
En 2016, dans le cadre des Journées du Patrimoine nantaises, la résidence seniors Le Jardin de la Visitation affiche sur les murs du cloître de l'ex-monastère des Visitandines, une exposition conçue et réalisée par Colette Tournès, à savoir 12 tableaux polychromes (100 × 80 cm). L'exposition, Les Visitandines et les Nantais aux XVIIe et XVIIIe siècles, (1630-1798), est toujours visible à la Résidence seniors de la rue Gambetta à Nantes.  
En 2018, elle participe aux célébrations du centenaire de l'armistice de 1914/1918 de la mairie de Château-d'Olonne en concevant et réalisant une exposition en 16 affiches :  La Grande Guerre, les Castelolonnais morts au champ d’honneur
L'exposition fait partie d'un ensemble de documents et d'objets qui ont été affichés dans le hall de la mairie de Château-d'Olonne durant tout le mois de novembre 2018.